# Laghouat (provins)
33°48′N 2°53′Ø / 33.8°N 2.88°Ø
Laghouat (arabisk: الأغواط) er en af Algeriets 48 provinser. Administrationscenteret er Laghouat.